# Tatra T5B6
Татра Т5Б6 — чехословацький односекційний чотиривісний трамвайний вагон для одностороннього руху з усіма керованими осями; електрообладнання з імпульсним регулюванням. Випускався АТ «ЧКД Татра» Прага — Сміхов в 1976 році. Всього побудовано 2 вагона. Ці вагони експлуатувалися в Чехословаччина та СРСР.

## Історія

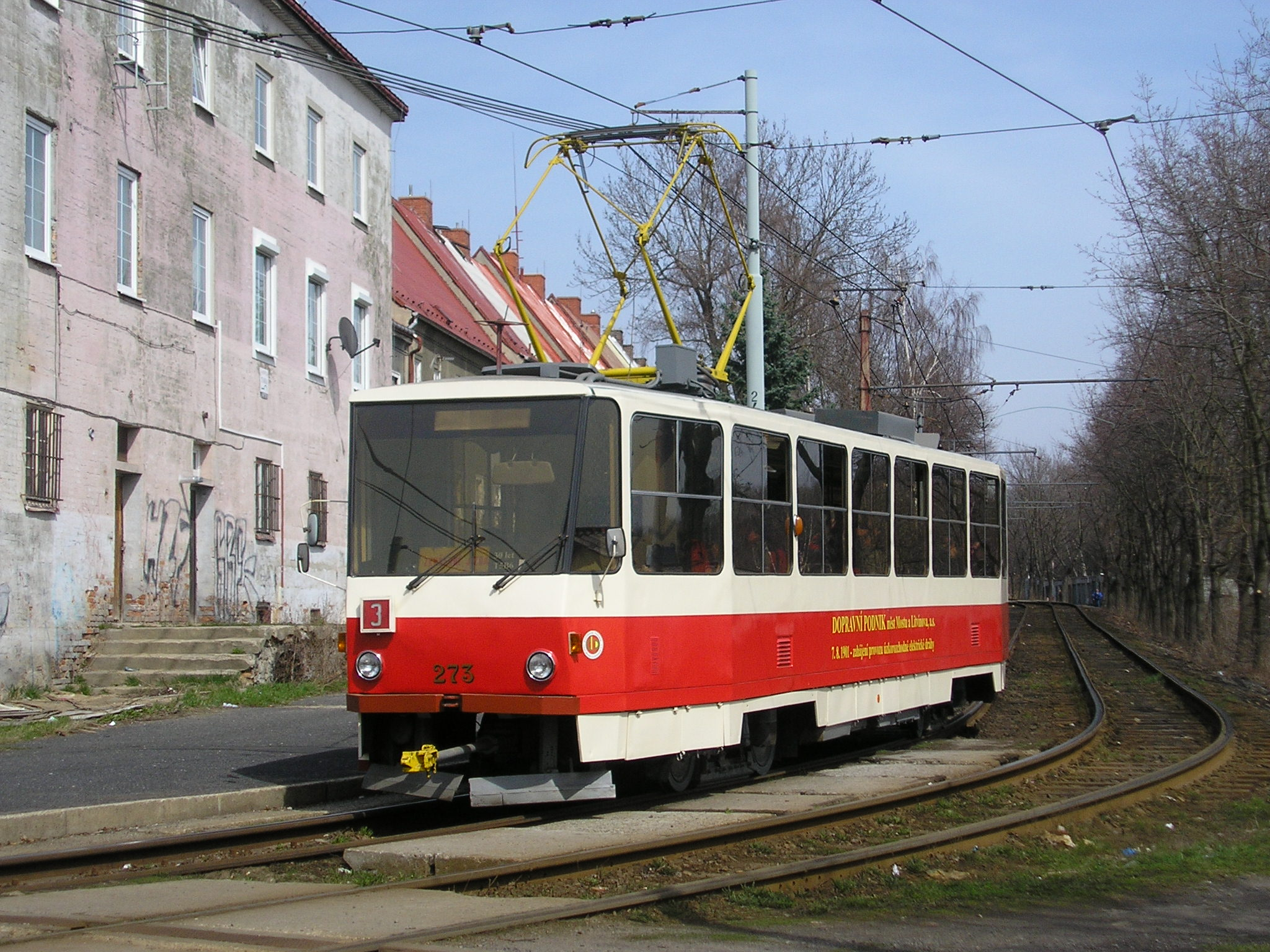
Tatra T5B6 в Літвінові

У 1970 році ЧКД Татра Прага — Сміхов зайнялася проектуванням лінійки нових трамвайних вагонів T5, що відрізнялися сучасним рубаним дизайном, електронним електроустаткуванням і більш просторими кузовами. Для одного з найбільших експортерів ЧКД — СРСР — була розроблена модель трамвайного вагона Т5Б6. Відмінними рисами цієї моделі є збільшена ширина кузова 2600 мм та електрообладнання TV2 тиристорно — імпульсного регулювання тягових електродвигунів TE 022H. У 1976 році були виготовлені 2 дослідних зразка нового трамвайного вагона, які мали невеликі несуттєві відмінності в конструкції. Випробування нової моделі спочатку проводилися в Празі, де вагонам були присвоєні інвентарні номери 8009 і 8010, однак через збільшеної ширини кузова нової моделі в Празі не можна було провести повний цикл випробувань вагонів, і вони були передані на лінію швидкісного трамвая в Мост для продовження випробувань. Оскільки вагони призначалися для СРСР, то в 1978 році вони були передані в Калінін для пробної експлуатації протягом одного року. Після року роботи в Калініні вагони були повернуті в Міст, а СРСР висловив відмову на пропозицію заміни поставок вагонів моделі T3 на більш сучасні Т5Б6, аргументувавши це великою шириною кузова, нестабільною роботою тиристорно — імпульсних перетворювачів і високою ціною нової моделі.
2 вагона моделі Т5Б6 працювали в Мості до кінця 1980-х років. Їм були привласнені нові інвентарні номери 272 (колишній 8009) і 273 (колишній 8010). У 1990 році обидва вагони були списані. Трамвайний вагон з інвентарним номером 273 був збережений у вигляді музейного експоната, а 272 розібраний на запчастини для забезпечення роботи музейного.

## Міста, в котрих експлуатувалися трамвайні вагони Tatra T5B6
В 1976 році було побудовано 2 трамвайних вагона Tatra T5B6.